# Maylands
Maylands är en ort i Australien. Den ligger i kommunen Bayswater och delstaten Western Australia, nära delstatshuvudstaden Perth. Antalet invånare är 10 447. Den ligger vid sjön Lake Vasto.
Runt Maylands är det tätbefolkat, med 982 invånare per kvadratkilometer.. Närmaste större samhälle är Perth, nära Maylands. 
Runt Maylands är det i huvudsak tätbebyggt. Genomsnittlig årsnederbörd är 820 millimeter. Den regnigaste månaden är juli, med i genomsnitt 142 mm nederbörd, och den torraste är januari, med 11 mm nederbörd.